# هاري بوكنر
هاري بوكنر (بالإنجليزية: Harry Buckner)‏ هو لاعب كرة قاعدة أمريكي، ولد في 22 أكتوبر 1876 في هوبكينزفيل في الولايات المتحدة، وتوفي في 26 مارس 1938.